# یواس‌اس بوفورت (پی‌اف-۵۹)
یواس‌اس بوفورت (پی‌اف-۵۹) (به انگلیسی: USS Beaufort (PF-59)) یک کشتی بود که طول آن ۳۰۳ فوت ۱۱ اینچ (۹۲٫۶۳ متر) بود. این کشتی در سال ۱۹۴۳ ساخته شد.